# جورج هنري بيترز
جورج هنري بيترز (بالإنجليزية: George Henry Peters)‏ (و. 1863 – 1947 م) هو عالم فلك، ومصور من الولايات المتحدة الأمريكية . 
توفي في واشنطن العاصمة، عن عمر يناهز 84 عاماً.